# کارتر رایکروفت
کارتر رایکروفت (انگلیسی: Carter Rycroft؛ زادهٔ ۲۹ اوت ۱۹۷۷) ورزشکار کرلینگ اهل کانادا است. او یکی از اعضای تیم المپیک کانادا بود که بعد‌ها توسط کوین مارتین از این تیم حذف شد. او توانست در المپیک زمستانی ۲۰۰۲ مدال نقره کسب کرد.